# 20 Piscium
20 Piscium är en orange jätte i stjärnbilden  Fiskarna. 
20 Psc har visuell magnitud +5,49 och synlig för blotta ögat någorlunda god seeing. Den befinner sig på ett avstånd av ungefär 315 ljusår.